# Los Rábanos
Los Rábanos é um município da Espanha, na província de Sória, comunidade autónoma de Castela e Leão. Tem 101,53 km² de área e em 2021 tinha 465 habitantes (densidade: 4,6 hab./km²). Pertence à comarca de Sória, e limita com os municípios de Sória, Alconaba, Aldealafuente, Cubo de la Solana, Quintana Redonda e Golmayo.